# Riccardo Intonti
Riccardo Intonti – włoski brydżysta, European Master oraz European Champion w kategorii Juniors (EBL).

## Wyniki brydżowe

### Zawody światowe
W światowych zawodach zdobył następujące lokaty:
| Mistrzostwa Świata. Konkurencja teamów | Mistrzostwa Świata. Konkurencja teamów | Mistrzostwa Świata. Konkurencja teamów   | Mistrzostwa Świata. Konkurencja teamów | Mistrzostwa Świata. Konkurencja teamów | Mistrzostwa Świata. Konkurencja teamów |
| Rok                                    | Miejsce                                | Zawody                                   | Kategoria                              | Drużyna                                | Pozycja                                |
| -------------------------------------- | -------------------------------------- | ---------------------------------------- | -------------------------------------- | -------------------------------------- | -------------------------------------- |
| 2010                                   | Filadelfia                             | 13. Seria Mistrzostw Świata              | Open                                   | Villa Fabbriche                        | 97                                     |
| 2006                                   | Werona                                 | 12. Mistrzostwa Świata                   | Open                                   | D.M.R.                                 | 145                                    |
| 2000                                   | Maastricht                             | 1. Akademickie Mistrzostwa Świata Temów  | Open                                   | Italy                                  | 2                                      |
| 2000                                   | Southampton                            | 34. Mistrzostwa Świata Teamów            | Trans                                  | Rinaldi                                | 7                                      |
| 1999                                   | Fort Lauderdale                        | 7. Młodzieżowe Mistrzostwa Świata Teamów | Juniorzy                               | Italy                                  | 1                                      |
| 1995                                   | Bali                                   | 5. Młodzieżowe Mistrzostwa Świata Teamów | Juniorzy                               | Italy                                  | 5                                      |

| Mistrzostwa Świata. Konkurencja par | Mistrzostwa Świata. Konkurencja par | Mistrzostwa Świata. Konkurencja par | Mistrzostwa Świata. Konkurencja par | Mistrzostwa Świata. Konkurencja par | Mistrzostwa Świata. Konkurencja par |
| Rok                                 | Miejsce                             | Zawody                              | Kategoria                           | Partner                             | Pozycja                             |
| ----------------------------------- | ----------------------------------- | ----------------------------------- | ----------------------------------- | ----------------------------------- | ----------------------------------- |
| 2006                                | Werona                              | 12. Mistrzostwa Świata              | Open                                | Giovanni Albamonte                  | 138                                 |
| 1997                                | Santa Sofia Forlí                   | 2. Mistrzostwa Świata Par Juniorów  | Juniorzy                            | Bernardo Biondo                     | 25                                  |
| 1995                                | Ghent                               | 1. Mistrzostwa Świata Par Juniorów  | Juniorzy                            | Bernardo Biondo                     | 58                                  |

### Zawody europejskie
W europejskich zawodach zdobył następujące lokaty:
| Zawody europejskie. Konkurencja teamów | Zawody europejskie. Konkurencja teamów | Zawody europejskie. Konkurencja teamów    | Zawody europejskie. Konkurencja teamów | Zawody europejskie. Konkurencja teamów | Zawody europejskie. Konkurencja teamów |
| Rok                                    | Miejsce                                | Zawody                                    | Kategoria                              | Drużyna                                | Pozycja                                |
| -------------------------------------- | -------------------------------------- | ----------------------------------------- | -------------------------------------- | -------------------------------------- | -------------------------------------- |
| 2013                                   | Ostenda                                | 6. Otwarte Mistrzostwa Europy             | Open                                   | Breno                                  | 2                                      |
| 2009                                   | San Remo                               | 4. Otwarte Mistrzostwa Europy             | Open                                   | Villa Fabbriche                        | 5                                      |
| 1998                                   | Wiedeń                                 | 16. Młodzieżowe Mistrzostwa Europy Teamów | Juniorzy                               | Italy                                  | 1                                      |
| 1996                                   | Cardiff                                | 15. Młodzieżowe Mistrzostwa Europy Teamów | Juniorzy                               | Italy                                  | 10                                     |
| 1994                                   | Papendal                               | 14. Młodzieżowe Mistrzostwa Europy Teamów | Młodzież Szkolna                       | Italy                                  | 6                                      |

| Zawody europejskie. Konkurencja par | Zawody europejskie. Konkurencja par | Zawody europejskie. Konkurencja par | Zawody europejskie. Konkurencja par | Zawody europejskie. Konkurencja par | Zawody europejskie. Konkurencja par |
| Rok                                 | Miejsce                             | Zawody                              | Kategoria                           | Partner                             | Pozycja                             |
| ----------------------------------- | ----------------------------------- | ----------------------------------- | ----------------------------------- | ----------------------------------- | ----------------------------------- |
| 2003                                | Mentona                             | 1. Otwarte Mistrzostwa Europy       | Open                                | Stefano Sabatini                    | 297                                 |
| 2001                                | Sorrento                            | 11. Mistrzostwa Europy Par          | Open                                | Bernardo Biondo                     | 126                                 |
| 1997                                | Haga                                | 9. Mistrzostwa Europy Par           | Open                                | Bernardo Biondo                     | 128                                 |
| 1995                                | Rzym                                | 8. Mistrzostwa Europy Par           | Open                                | Bernardo Biondo                     | 214                                 |
| 1993                                | Oberreifenberg                      | 2. Mistrzostwa Europy Par Juniorów  | Juniorzy                            | Gianluca Busacchi                   | 22                                  |
| 1991                                | Fiesch                              | 1. Mistrzostwa Europy Par Juniorów  | Juniorzy                            | Filippo Bollino                     | 10                                  |

## Klasyfikacja
- Riccardo Intonti – klasyfikacja WBF (ang.)
- Riccardo Intonti – klasyfikacja EBL (ang.)